# Ссання
Сса́ння є першим етапом самостійного живлення характерного для молочного періоду. Воно являє собою вроджений складний харчовий рефлекс, який проявляється; основному при подразненні механорецепторів нижньої губи. При цьому губи витягуються, захоплюють сосок молочної залози і присмоктуються. Герметичність присмоктування забезпечується муцином слини. За рахунок рухів язика і нижньої щелепи в ротовій порожнині створюється негативний тиск, що є важливим моментом для заповнення її молоком.
З фізичної точки зору, ссання — рух газу або рідини назустріч градієнту тиску: різниця тиску між областю високого і низького тиску в двох різних ділянках газу/рідини буде приводити до руху газу/рідини з області високого тиску до області низького тиску.